# Valentin Ivanovič Varennikov
Valentin Ivanovič Varennikov (in russo Валентин Иванович Варенников?; Krasnodar, 15 dicembre 1923 – Mosca, 6 maggio 2009) è stato un generale sovietico.

## Biografia
Valentin Varennikov nacque in una povera famiglia cosacca a Krasnodar. Suo padre combatté nella guerra civile russa e si laureò presso l'istituto industriale di Mosca. Sua madre morì nel 1930 quando lui aveva sette anni.
Politico e militare prima sovietico e poi russo, è maggiormente famoso per essere stato un dei progettisti e comandanti dell'invasione sovietica dell'Afghanistan nel 1979 e nel 1989 ritira le truppe sovietiche, nonché uno degli artefici del fallito colpo di stato sovietico del 1991. Venne sostituito da Vladimir Semënov come comandante delle forze terrestri.

## Carriera politica

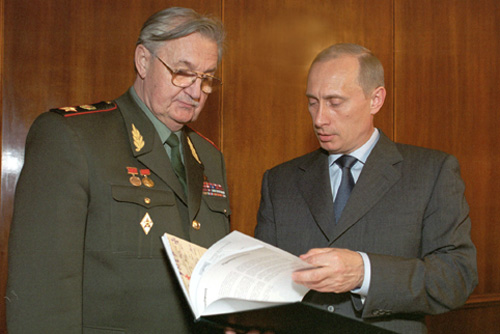
Varennikov con Vladimir Putin, 11 aprile 2002

Nel 1995 Varennikov, come membro del Partito Comunista della Federazione Russa, fu eletto deputato della Duma. Nella Duma Varennikov ha presieduto la Commissione per gli Affari dei Veterani.
Nel 2003 si è unito al blocco Rodina come uno dei suoi leader.